# Puértolas
Pórtoles (Puértolas en aragonès i castellà) és un municipi aragonès i està a 132 quilòmetres d'Osca. Pertany a la comarca del Sobrarb. Està situat a 1.160 metres, a l'entrada de la vall d'Añisclo (Canyó d'Añisclo), entre la vall de Tella i la que porta el seu propi nom.

## Entitats de població
- Belsierre. Poble situat a 760 metres d'altitud. La seua població era de 16 habitants l'any 1991.[2]
- Bestué. Pintoresc nucli assentat sobre un turó, on destaquen les típiques xemeneies del Pirineu aragonés, situat a 1.228 metres d'altitud. L'any 2010 tenia 22 habitants.[3]
- Escalona. És un llogaret perfecte com a punt de partida d'excursions per anar a la vall de Vió, el Canyó d'Añisclo, la vall de Puértolas i la de Tella. Aquest nucli està situat a 610 metres d'altitud. La seua població l'any 1991 era de 93 habitants.[4]
- Escuaín. Poble situat a 1.215 metres d'altitud. La seua població era de 3 habitants l'any 1991.[5]
- Huertas de Muro
- Muro de Bellos. Llogaret situat a 1.100 metres d'altitud. La seua població era de 5 habitants l'any 1991. Només quedaven 2 persones l'any 2007.[6]
- Puértolas (Pórtoles). Aquest poble és el cap municipal. Al nucli urbà hi ha una torre medieval (La Cárcel), de la qual queden dues plantes amb voltes de pedra.[1]
- Puyarruego, conegut per la Fuente de los Suspiros, d'aigüés medicinals. Nucli situat a 673 metres d'altitud. L'any 1991 tenia 39 habitants.[7]
- Santa Justa
- Santa María. Poble situat a 1.110 metres d'altitud. La seua població era de 6 habitants l'any 1991.[8]
- Bies

## Arquitectura
Actualment queden restes de l'església d'estil romànic del segle XII, de l'antic monestir de les Santes Justa i Rufina, que va ser agregat per disposició del rei Sanç I d'Aragó i Pamplona, l'any 1090, al Monestir de Sant Victorià d'Assan com a priorat.

## Imatges del municipi

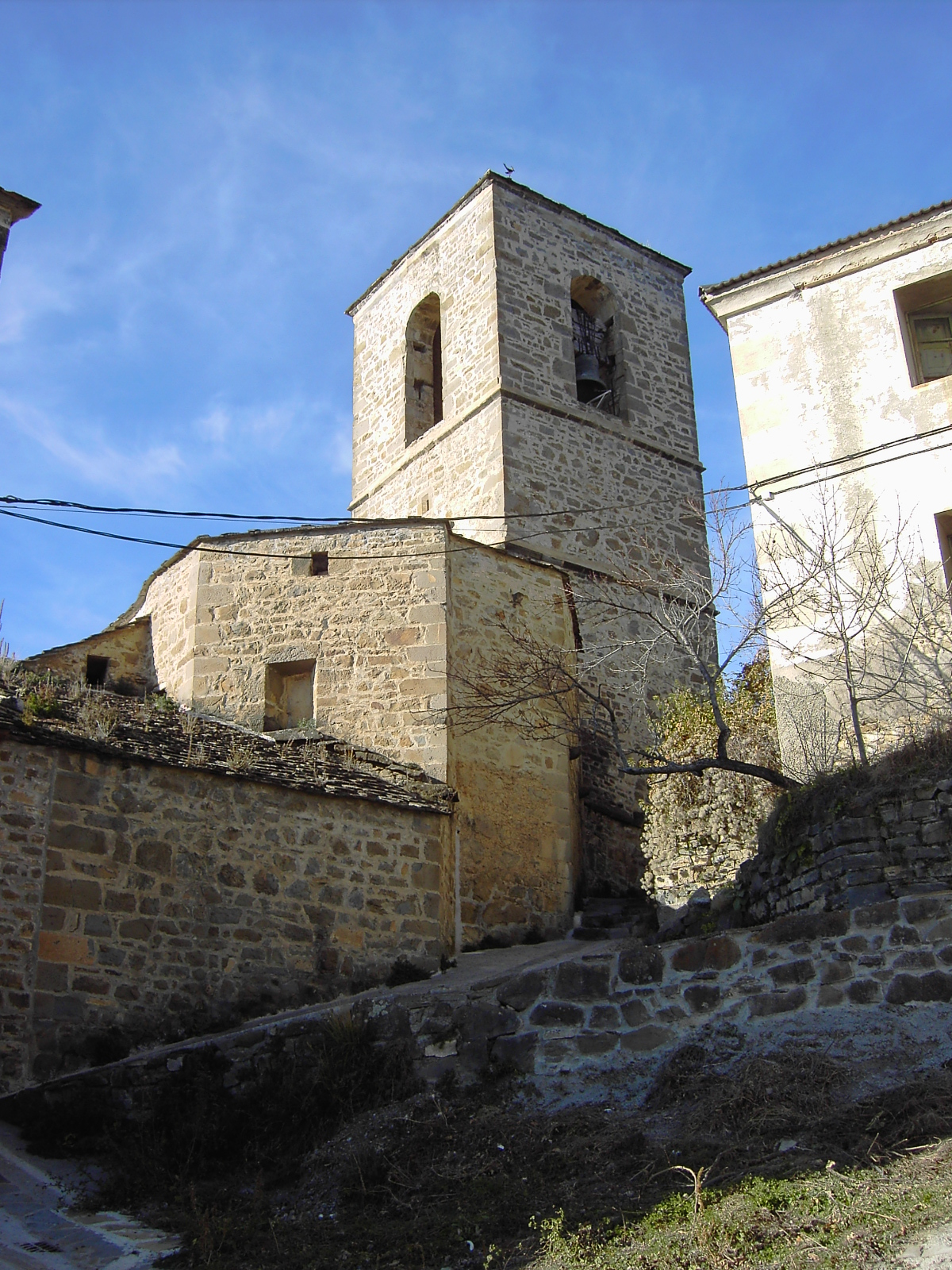
Puértolas
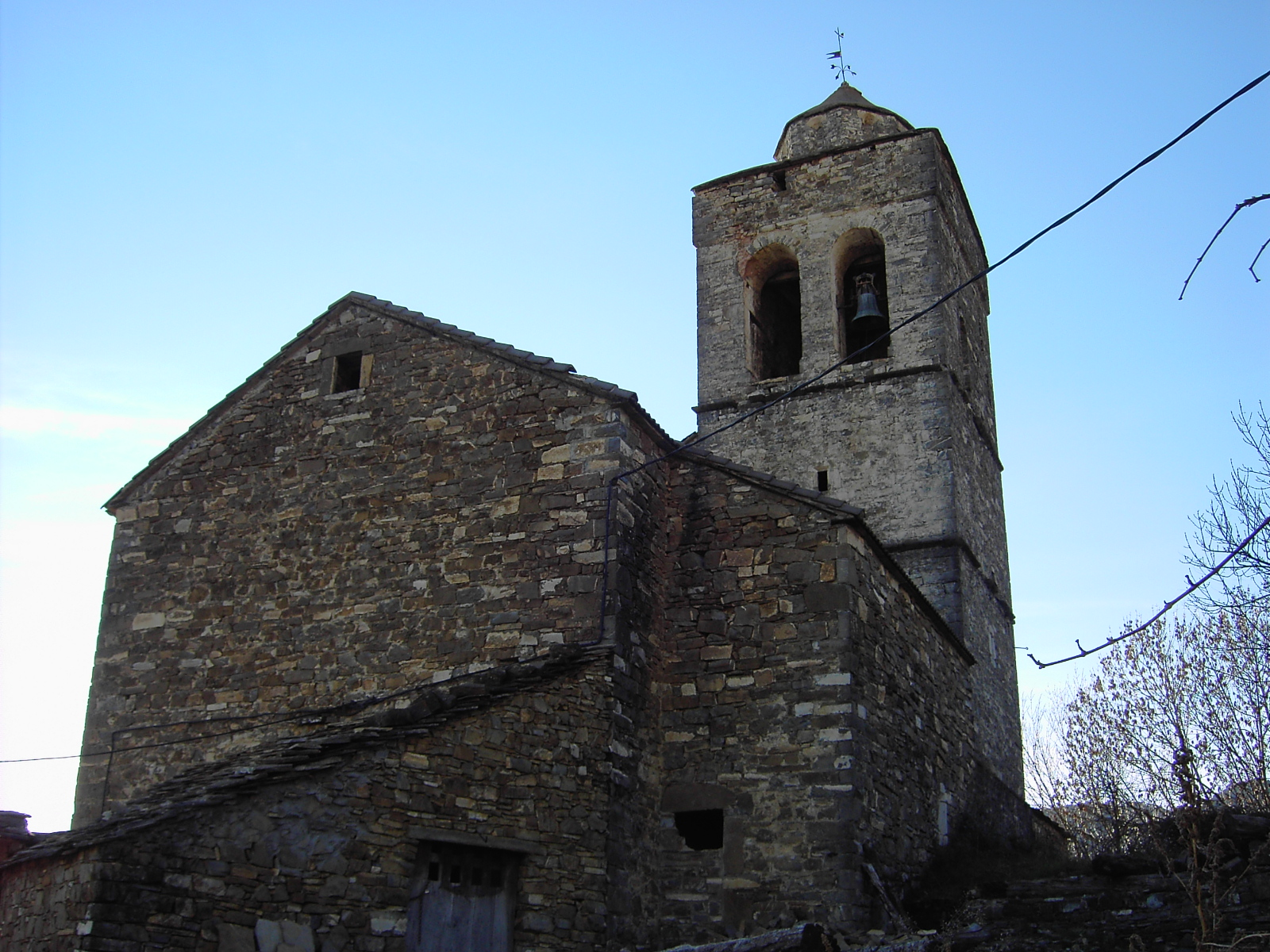
Església de Bestué
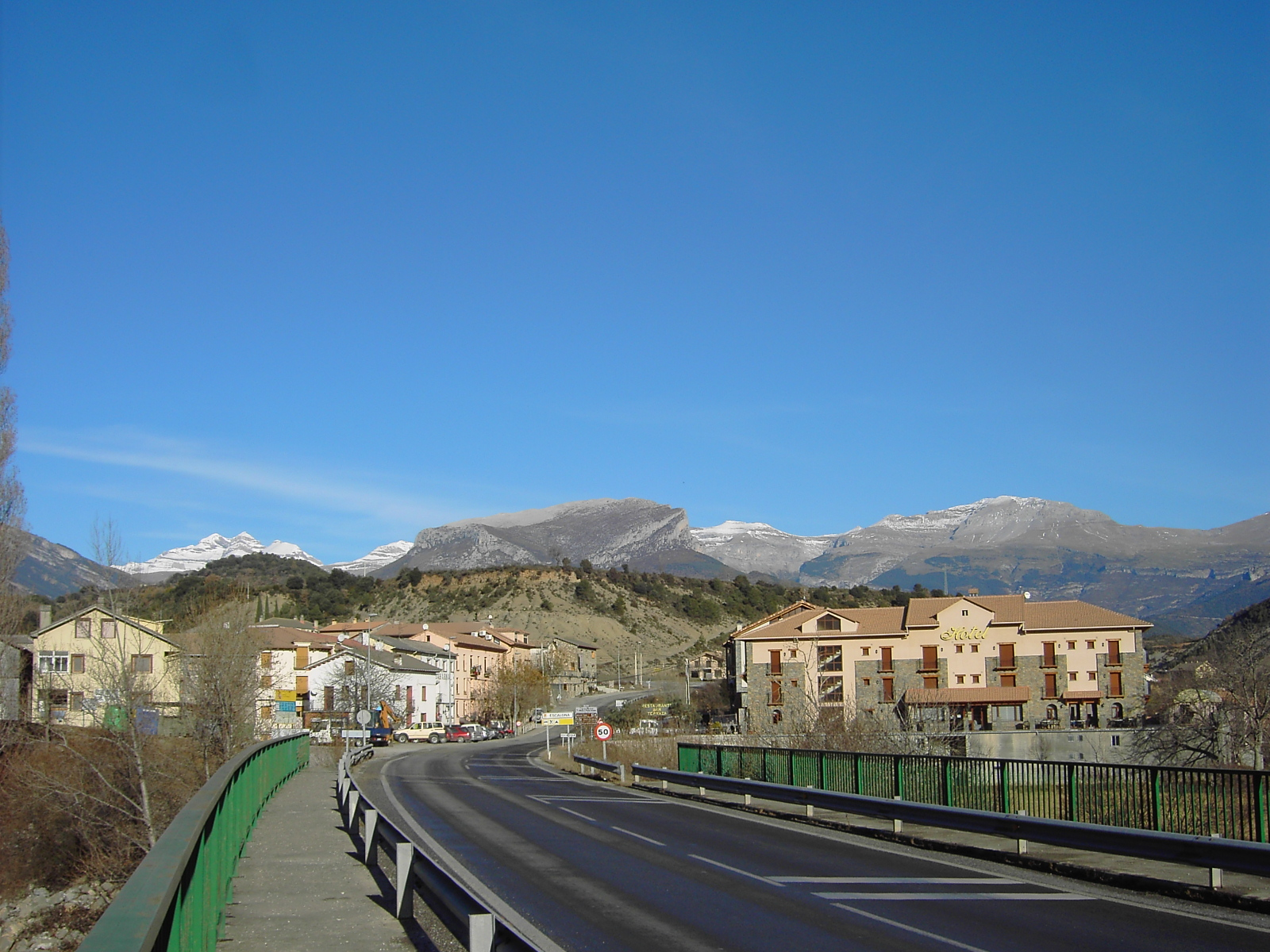
Escalona
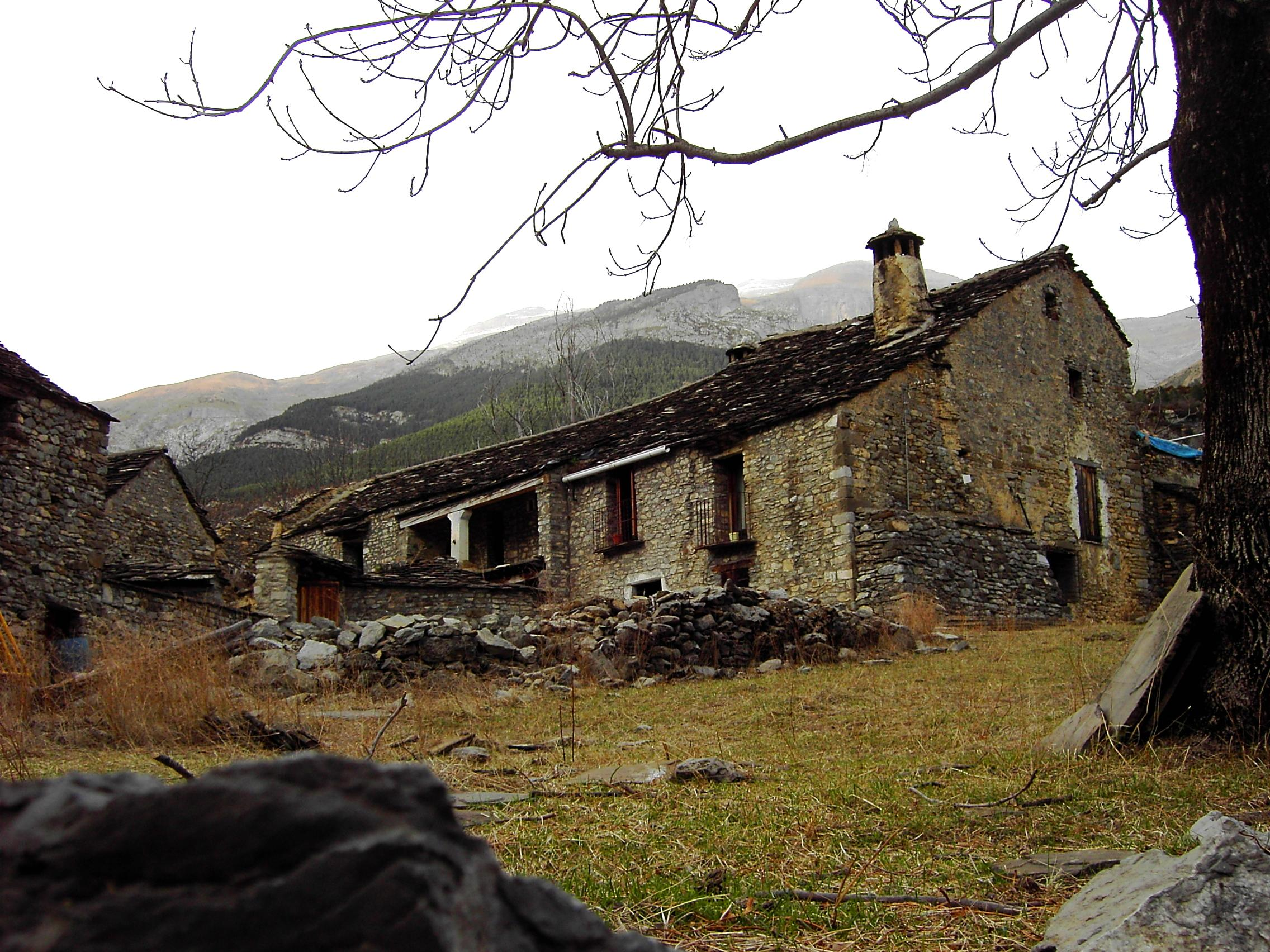
Escuaín
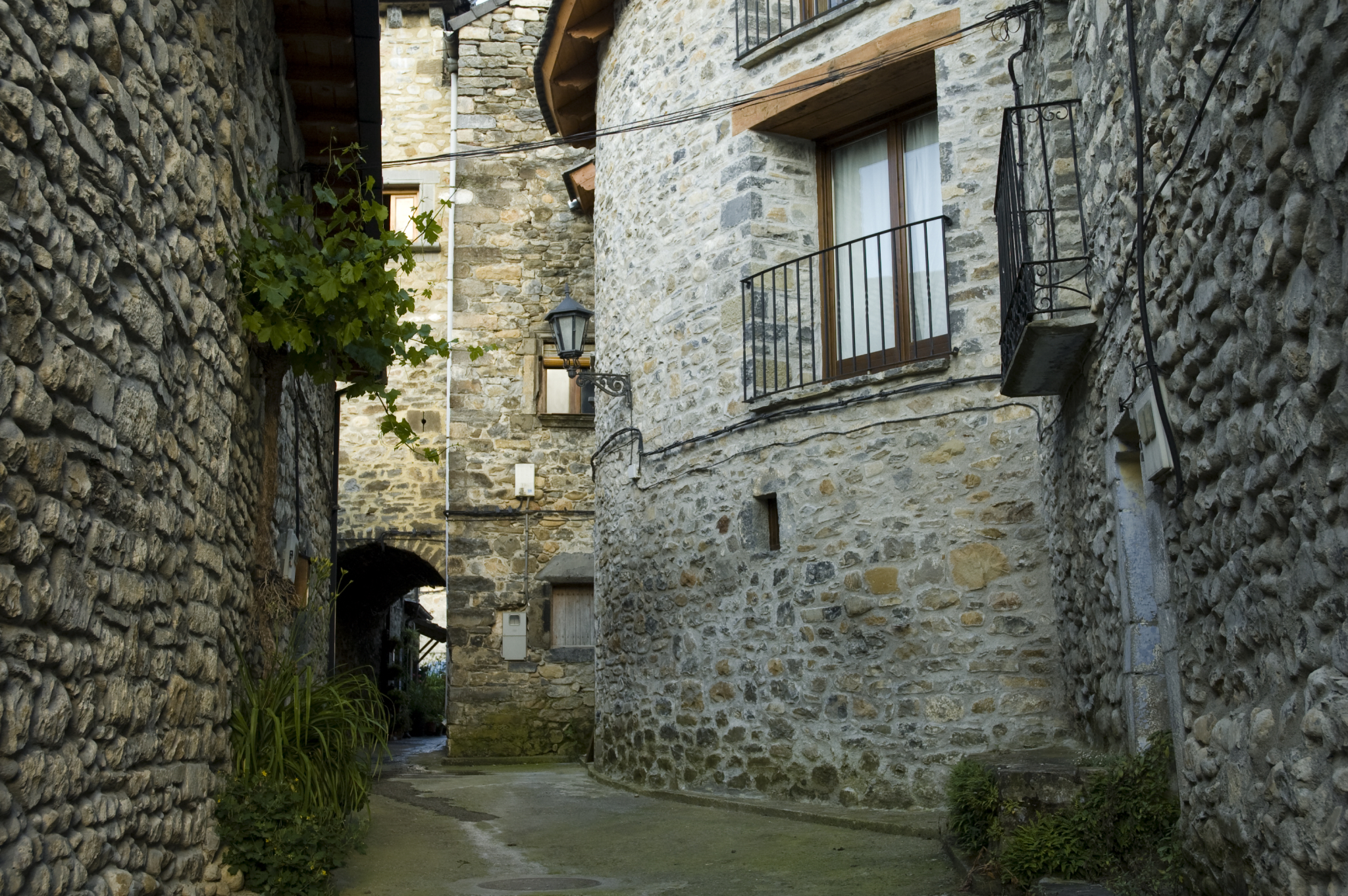
Puyarruego